# Синдром города Лавендер
«Синдром города Лавендер» (англ. Lavender town syndrome) — городская легенда (крипипаста), связанная с локацией «город Лавендер» из видеоигры Pokémon Red and Blue; зародилась в начале 2010-х годов.
Согласно легенде, одна из музыкальных тем игры, воспроизводящаяся в игровой локации «город Лавендер» вынудила покончить с собой около 200 детей в Японии, а другие страдали кровотечениями из носа, головными болями, также становились склонны к жестокому агрессивному поведению. Музыкальная тема «города Лавендер» содержит в себе высокочастотные звуковые волны. 

## История
Согласно истории легенды, которая была анонимно загружена на Pastebin в 2010 году, музыкальная тема «города Лавендер» вынудила покончить с собой около 200 японских детей весной 1996 года. Другие якобы страдали кровотечениями из носа, головными болями, становились иррационально агрессивными или эмоциональными. Высокие бинауральные ритмы якобы вредили мозгу детей, однако взрослые были невосприимчивы к ним. Согласно легенде, закон о раскрытии информации префектуры Киото освобождает Nintendo от любых обвинений пострадавших, они впоследствии покрывали самоубийства, чтобы защитить невинность и популярность франшизы Покемон. В конечном счёте музыку изменили для англоязычной версии Pokémon Red и Blue.
Крипипаста была названа «синдромом города Лавендер» (а также «тоном города Лавендер», «заговором города Лавендер» и «самоубийствами города Лавендер»). Оригинальная история стала популярной в Интернете после распространения на сайтах, таких как 4chan. Люди монтировали фотографии и видеоролики с локацией, добавляя призраков и покемона Аноуна, чтобы сделать историю более убедительной и страшной. Появился слух, что в спектрограмме заглавной темы локации можно было увидеть силуэт привидения. Некоторые версии истории гласят, что директор игры Сатоси Тадзири хотел, чтобы тон в игре «раздражал» детей, а не причинял вред, в то время как в других утверждается, что Nintendo сотрудничала с японским правительством.

## Музыка
Музыкальная композиция, которая, согласно легенде, вынуждала покончить с собой детей, была написана Дзюнъити Масудой. Бриттани Винсент (Brittany Vincent) из Bloody Disgusting назвала её «обманчиво спокойной». Она атональна и сочетает резкие звуки чиптюна с «кавалькадой резких аккордов».
Джеймс Линч (James Lynch) из CBR отметил: «Существуют некоторые научные основания, что определённые звуки и тоны вызывают физическую реакцию у людей. Говорят, что инфразвук имеет некоторые побочные эффекты, подобные описанным в легенде, в то время как бинауральные ритмы имеют положительный эффект».

## Причина популярности и развенчание
«Синдром города Лавендер» стал одной из самых популярных видеоигровых легенд. Журнал TheGamer назвал её «сфабрикованной», но отметил, что «независимо от того, находят ли люди „синдром города Лавендер“ жутким или нет, локация имеет тревожную репутацию благодаря своей атмосфере. Многие люди согласны с тем, что есть что-то тревожное в музыке — как будто что-то зловещее и ужасное скрывается за углом». Несколько изданий отметили сходство синдрома с «Dennō Senshi Porygon», эпизодом аниме-сериала «Покемон», который вызвал судороги у сотен японских детей. Одна из сцен серии сопровождалась очень быстрой сменой двух контрастных цветов — красного и синего, из-за чего у детей начинались эпилептические припадки.
Аарон Гринбаум (Aaron Greenbaum) из Den of Geek считает, что саундтрек «достаточно тревожен, чтобы эта крипипаста казалась наполовину правдоподобной». Марк Хилл (Mark Hill) из Kill Screen заявил, что привлекательность легенды о «синдроме города Лавендер» «проистекает из искажения невинного детства», он заметил, что Интернет способствовал популяризации слуха, который «мог легко проскользнул среди множества других». Патрисия Эрнандес (Patricia Hernandez) из Kotaku считает, что одна из причин, по которой крипипаста стала настолько правдоподобной, заключается в том, что тема мелодии «действительно жуткая». Она также отметила, что самоубийства были важным элементом в сохранении тайны, поскольку проверка фактов потребует знания японского языка.
Александрия Турней (Alexandria Turney) из Screen Rant написала: «На самом деле поиск в Google по названию легенды выдает только статьи, связанные со слухами о „синдроме города Лавендера“. Неудивительно, что она стала такой обсуждаемой вирусной сенсацией». Она назвала саундтрек «действительно пугающим и, вероятно, вызывающим странное чувство ностальгического беспокойства у тех, кто играл в эту игру во время её выхода». Турней отметила, что, «хотя высокочастотные тоны не имеют никакой корреляции с детскими самоубийствами, вполне вероятно, что они могут вызвать головные боли». В заключение она сказала, что «„синдром города Лавендер“ — это не более чем интересная легенда, но поклонники серии игр Pokémon, тем не менее, продолжают наслаждаться циркулирующими тёмными теориями и слухами о франшизе».

## Отзывы
Джесси Коэлло (Jessie Coello) из TheGamer назвал «синдром города Лавендер» одним из самых жутких и печально известных крипипаст. Мэтт Руни (Matt Rooney) из IGN назвал синдром «одной из лучших видеоигровых городских легенд». 
В Den of Geek отметили, что «другие легенды и крипипасты о покемонах быстро забывались, но ужасающая история города Лавендер останется в наших сердцах и умах ещё надолго».